# Zachari Zograf

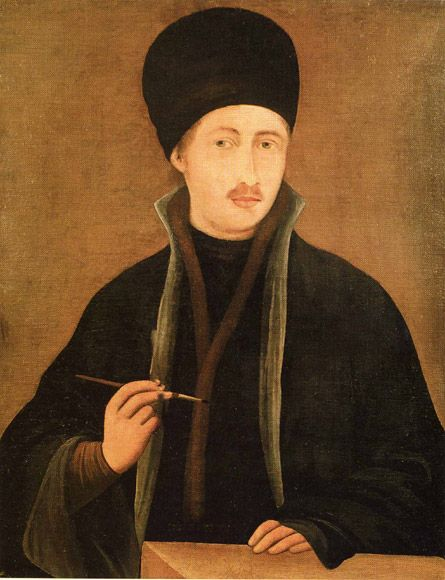
Autoportret Zachariego Zografa

Zachari Dimitrow (ur. 1810 w Samokowie; zm. 1853) – bułgarski malarz.
Po przedwczesnej śmierci ojca, Christo Dimitrowa, pozostawiony pod opieką brata, Dimitra Zografa, spędził wiele czasu w jego pracowni ikonopisarskiej. W szybkim czasie stał się obiecującym artystą. Od 1827 roku był uczniem Neofita Rilskiego, a niebawem zaczął towarzyszyć w działaniach malarskich bratu. Jest przedstawicielem tzw. samokowskiej szkoły artystycznej. Jako jeden z nielicznych wprowadził do swojej sztuki elementy świeckie. W swojej twórczości bywa powierzchowny, nie zagłębia się w ducha religii.
W swoim krótkim życiu Zachari stał autorem wielu ikon, między innymi w cerkwi Świętych Konstantyna i Heleny w Płowdiwie, w cerkwi Bogurodzicy w Kopriwszticy, w klasztorze płakowskim i klasztorze dolnobeszowiskim oraz fresków w klasztorach rilskim, baczkowskim, trojańskim i klasztorze Przemienienia Pańskiego.